# Вороніче
Вороніче (пол. Woronicze) — село в Польщі, у гміні Супрасль Білостоцького повіту Підляського воєводства.
Населення — 50 осіб (2011).
У 1975-1998 роках село належало до Білостоцького воєводства.

## Демографія
Демографічна структура станом на 31 березня 2011 року:
|          | Загалом | Допрацездатний вік | Працездатний вік | Постпрацездатний вік |
| -------- | ------- | ------------------ | ---------------- | -------------------- |
| Чоловіки | 23      | 5                  | 12               | 6                    |
| Жінки    | 27      | 3                  | 12               | 12                   |
| Разом    | 50      | 8                  | 24               | 18                   |